# Kanton L'Arbresle
Kanton L'Arbresle (francouzsky Canton de L'Arbresle) je francouzský kanton v departementu Rhône v regionu Rhône-Alpes. Tvoří ho 26 obcí.

## Obce kantonu před 2014
- L'Arbresle
- Bessenay
- Bibost
- Bully
- Chevinay
- Dommartin
- Éveux
- Fleurieux-sur-l'Arbresle
- Lentilly
- Nuelles
- Sain-Bel
- Saint-Germain-sur-l'Arbresle
- Saint-Julien-sur-Bibost
- Saint-Pierre-la-Palud
- Sarcey
- Savigny
- Sourcieux-les-Mines
- La Tour-de-Salvagny